# Ржевская улица (Тверь)
Рже́вская у́лица — улица в Пролетарском районе города Твери. Главная улица Кировского посёлка.
Проходит от проспекта Ленина на север (690 метров), параллельно улицам Маршала Будённого и Маршала Захарова, до многоэтажного дома № 14 за Боровым проездом.

## Нумерация
Нумерация улицы направлена с юга на север.
Нечётная сторона начинается с дома № 1/34 и заканчивается домом № 11. Чётная — с дома № 2/36 до дома № 14.

## Происхождение названия
С момента своего основания в 1928 году и до 1935 года улица названия не имела и числилась по Жёлтикову полю.
В 1935 году улица получила название 2-я улица Кирова, в честь русского революционера С. М. Кострикова (Кирова) и по новому посёлку, в котором находилась.
В 1976 году, в связи с 80-летием со дня рождения советского партийного деятеля А. А. Жданова, улица была переименована в его честь, став улицей Жданова.
Окончательное название улица приобрела в 1989 году, после выхода в свет постановления СМ СССР о переименовании всех объектов, названных в честь А. А. Жданова. Новое название было присвоено в память о кровопролитных боях за Ржев в 1941—1943 гг., а также в связи с тем, что неподалёку начинается Старицкая дорога (улица Маршала Конева), идущая через Старицу в Ржев.

## История[4]

Дом № 3 по Ржевской улице построенный в 1928 году

Участок улицы, до не имевшей тогда названия нынешней улицы Рихарда Зорге, появился в 1928 году как срединная улица квадрата, отведённого ФУБРу (Фонду улучшения быта рабочих). Улица названия не имела.
В 1928—1929 годах построены дома, сейчас носящие № 3, 5, 6 и 8 (тогда числились по Жёлтикову полю).
В 1931 году построены трёхэтажные кирпичные жилые дома № 7 и 7а, уже не имевший отношения к ФУБРу, в доме № 7 размещалось домоуправление № 5, ныне участок ТДЕЗ (Управляющая компания Пролетарского района).
В 1935 году улица получила название 2-й улицы Кирова, тогда же было начато строительство детской городской больницы № 2 (дом № 4), прерванное Великой Отечественной войной и завершённое лишь в 1950-х годах.
В 1950-е годы улица была продлена до забора охранной зоны железнодорожного моста через Волгу, построены детский сад № 47 (дом № 5а, закрыт в 1990-х годах) и трёхэтажный жилой дом № 8а.
В 1960-е годы построены школа № 32 (дом № 12) и жилые дома № 1/34 и 2/36 вдоль проспекта Ленина, а в начале 1970-х годов — здание треста «Калининстрой» № 1 (дом № 10, ныне Главный испытательный сертификационный центр программных средств вычислительной техники), общежития горремстройтреста (дома № 9 к.2 и 12а) и пятиэтажный жилой дом № 9.

Вид на общежитие горремстройтреста (дом № 12а)

В 1976 году улица была переименована в улицу Жданова в честь 80-летия со дня рождения А. А. Жданова.
В 1981 году в конце улицы был построен перегородивший её девятиэтажный панельный жилой дом № 14, а по соседству с ним пятиэтажный жилой дом № 11, с пристроенным к нему продовольственным магазином.
В 1989 году улица приобрела современное название. Тогда же было начато строительство пристройки к детской городской больнице № 2, которое в скором времени было заморожено.
В начале 2000-х годов построено два трёхэтажных дома № 5 к. 2 (между 5 и 5а) и № 5 к. 3 (между 5а и 6 по улице Маршала Будённого).

## Объекты инфраструктуры

Тверской филиал Московского фондового центра (дом № 10)

- № 1/34 — Флористический салон «Орхидея», центр «Бизнес-Эксперт», магазин «Дом и сад»;
- № 2/36 — Детская поликлиника № 1 Пролетарского района;
- № 4 — Детская городская больница № 2;
- № 5а — ООО СМУ «Строймонтажсервис» (бывш. дет. сад № 47);
- № 7 — Управляющая компания Пролетарского района (участок № 4);
- № 9 — Обслуживающая компания «Пролетарская»;
- № 10 — Московский фондовый центр (тверской филиал), Главный испытательный сертификационный центр программных средств вычислительной техники;
- № 12 — Средняя общеобразовательная школа № 20 (бывш. № 32), Современная гуманитарная академия (тверской филиал).

## Интересные факты
- В некоторых современных документах городской администрации Безымянный переулок ошибочно рассматривается как часть Ржевской улицы[5].

## Транспорт
Движение общественного транспорта осуществляется по проспекту Ленина (южная точка Ржевской улицы):
- Автобусы №: 20, 21.
- Трамваи №: 13, 14.

## Смежные улицы
- Улица Рихарда Зорге
- Проспект Ленина
- Проспект Калинина